# David Willemsens
David Willemsens (né le 15 janvier 1975 à Brecht) est un coureur cycliste belge. Spécialisé en cyclo-cross, il a été trois fois champion de Belgique élites sans contrat, en 2004, 2005 et 2006. Son frère Peter a également été coureur de cyclo-cross.

## Palmarès
- 1993-1994
  - 3e du championnat de Belgique juniors
  - 6e du championnat du monde de cyclo-cross juniors
- 1995-1996
  - 3e du championnat de Belgique espoirs
- 1996-1997
  - 3e du championnat de Belgique espoirs
  - 10e du championnat du monde de cyclo-cross espoirs
- 1997-1998
  - 3e du Trophée Gazet van Antwerpen
- 1998-1999
  - Noordzeecross
  - 3e du Trophée Gazet van Antwerpen
- 1999-2000
  - 3e du championnat de Belgique élites sans contrat
  - 3e du Trophée Gazet van Antwerpen
- 2003-2004
  -  Champion de Belgique élites sans contrat
- 2004-2005
  -  Champion de Belgique élites sans contrat
- 2005-2006
  -  Champion de Belgique élites sans contrat
- 2006-2007
  - 2e du championnat de Belgique élites sans contrat